# Monastero di Mežyhir'ja
Il monastero di Mežyhir'ja (in ucraino Межигірський монастир?) fu una residenza reale di epoca medievale nei pressi di Vyšorod (oggi oblast' di Kiev), nell'Ucraina settentrionale.
Il complesso era situato nella gola Mežyhir'ja, sulla riva destra del fiume Dnepr.
Fondato nel 988 d.C., esso fu uno dei primi monasteri edificati nello Stato slavo orientale di Kiev.
Durante tutta la sua esistenza, fu distrutto e ricostruito più volte. Nel momento di maggior splendore, il Monastero di Mežyhir'ja era considerato in centro spirituale dei reali di Russia della dinastia Rurik e successivamente dei cosacchi.
Come importante monastero dei cosacchi dello Zaporož'e, il Monastero di Mežyhir'ja ha una ricca eredità alle sue spalle. Il monastero è menzionato in una poesia di Taras Ševčenko, Černec (1847) e fu il soggetto di un suo dipinto.
Nel romanzo di Nikolaj Gogol' Taras Bul'ba (1835) figura un'altra menzione del monastero.
Negli anni trenta del XX secolo il monastero fu demolito per costruire una residenza per funzionari pubblici.

## Storia

### Fondazione e primi anni
Secondo alcuni documenti del monastero Pečerska Lavra di Kiev, analizzati dal bibliologo Evgenij Bolchovitinov, il monastero di Mežyhir'ja fu fondato dal primo metropolita di Kiev, Michele I, insieme ai monaci greci arrivati da Bisanzio nel 988 a.C..
Nel 1154, il principe di Vladimir-Suzdal Jurij Dolgorukij divise il territorio circostante il monastero tra i suoi figli.
Suo figlio Andrej ricevette le terre più vicine al monastero, ora la città di Vyšhorod.
Non molto tempo dopo, spostò il monastero nella sua posizione attuale sulle colline di Dnieper, battezzandolo "Mežyhirskyi." Bogoljubskij sdegnò la città di Kiev, trasferendosi quindi a Suzdal, nella moderna Russia.
Durante il suo viaggio, portò con sé la Vergine di Vladimir, un regalo dal Patriarca di Costantinopoli Luca Chrysoberges a Dolgorukij L'icona è una delle più venerate dalla Chiesa ortodossa, che ora si trova nella Galleria Tret'jakov a Mosca.
Con l'invasione mongola della Russia di Batu Khan tra il 1237-40, il monastero fu completamente distrutto.
Fu attaccato nuovamente nel 1482, questa volta dal Khanato di Crimea governato da Meñli I Giray.
La ricostruzione del monastero cominciò 40 anni dopo. Nel 1523, il monastero fu trasferito dal re di Polonia e granduca di Lituania Sigismondo I. Inoltre, al monastero fu dato pieno potere sul suo territorio. Nel 1555, il complesso comprendeva quattro chiese, inclusa una ricavata in una grotta.

### Monastero cosacco

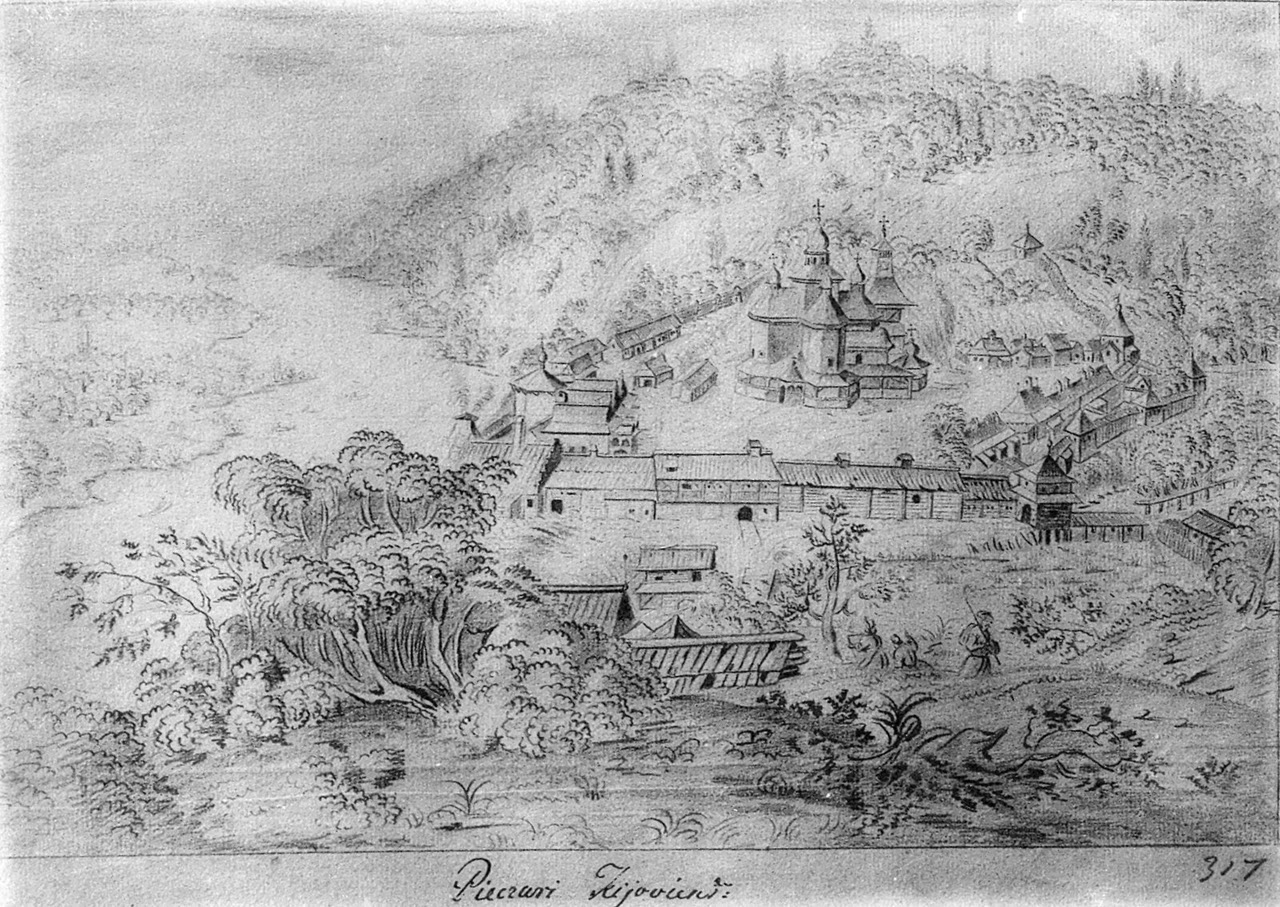
Il Monastero di Mežyhir'ja in un dipinto di Abraham van Westerveld nel 1650.

Durante il XVI secolo, il monastero perse e riacquistò i suoi diritti di possesso. Con i fondi del nuovo hegumen del monastero (un protettorato del principe Konstanty Wasyl Ostrogski), i vecchi edifici del monastero furono demoliti per costruirne di nuovi nello stesso posto. Nel 1604, fu costruita la Porta della Chiesa di san Pietro e san Paolo, nel 1609 - la Mensa di Mežyhir'ja e la Cattedrale della Trasfigurazione nel 1609-1611. Sotto la sua guida, il monastero fu considerato il secondo lavra (monastero delle grotte) in Ucraina.
Dopo la sua ricostruzione, il Monastero di Mežyhir'ja divenne un centro regionale dei cosacchi dello Zaporož'e, che lo tramutarono in un monastero militare. Nel 1610, il monastero ricevette lo status di monastero stauropegic (chiesa ortodossa autonoma), sotto il controllo del Patriarca ecumenico di Costantinopoli.
La legge universale di Hetman Bohdan Chmel'nyc'kyj probulgata il 21 maggio, 1656 trasferì i campi vicino a Vyšhorod, Novi Petrivtsi, e Moshchany sotto il controllo del Monastero di Mežyhir'ja. In effetti, la legge rese Khmelnytsky il Ktetor del monastero.
Dopo la distruzione del Monastero di Trakhtemyrivskyi da parte dell'esercito szlachta della Polonia, il Monastero di Mežyhir'ja lo rimpiazzò come monastero militare cosacco principale. Come monastero militare, i cosacchi vecchi e in pensione dall'armata Zaporozhian sarebbe ormai giunti al monastero per ritirarsi e vivere lì fino alla fine della loro vita. IN quel periodo, le spese del monastero erano sostenute con l'aiuto dello Sich Host dei cosacchi.
Nel 1676, la zona è stata bruciata da un incendio. Con l'aiuto di Ivan Savelov, un monaco che viveva nel monastero e più tardi divenne Patriarca di Mosca, il complesso fu ricostruito. Due anni dopo, con l'aiuto della comunità cosacca, la Chiesa dell'Annunziata fu costruita nei pressi dell'ospedale del convento.
Nel 1638 la Sich Rada votò che i ministri del Sich di Pokrovskyi Duomo dovrebbero essere stati solo del Monastero Mezhyhirskyi. Nel 1691, monasteri situati in prossimità del Sich sono stati posti sotto l'autorità del Monastero Mezhyhirskyi. Alla fine del XVII secolo il Monastero Mezhyhirskyi divenne uno dei più grandi monasteri in Ucraina.
Su richiesta di Pietro I di Russia, lo stato del monastero fu revocato, reintegrato poi nel 1710. Nel 1717, un grande incendio distrusse gran parte del monastero. Il monastero militare fu riconfermato dai cosacchi nel 1735. Un anno dopo, con gli ultimi fondi la SS. Pietro e la Chiesa Paolo furono ricostruita. L'architetto ucraino Ivan Hryhorovych-Barskyi progettò alcuni edifici, tra cui la residenza dei monaci.

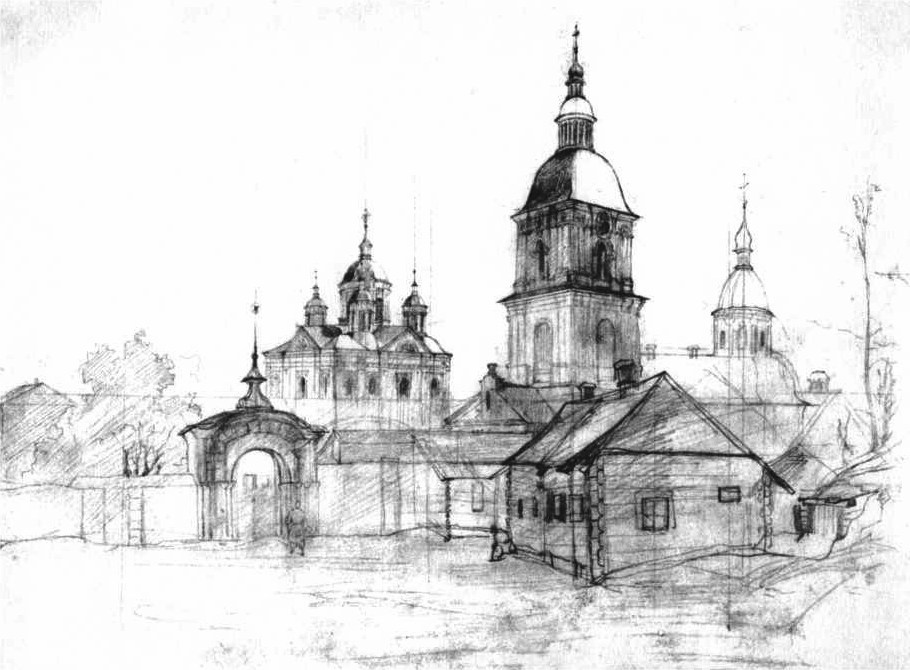
Un quadro del monastero del poeta ed artista ucraino Taras Shevchenko, 1843.

### Rovina, fabbrica di porcellana e ricostruzione

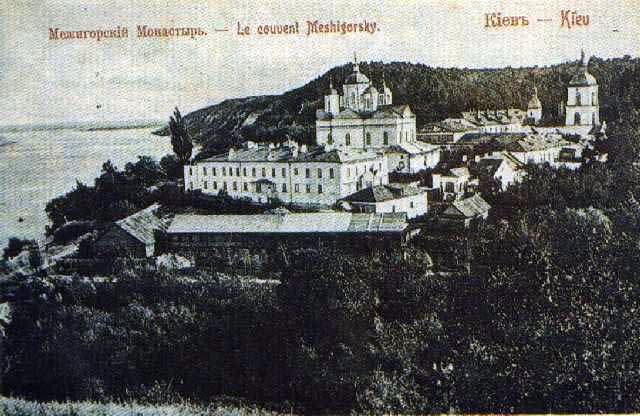
Il monastero in una cartolina risalente agli inizi del XX secolo

Con l'abolizione dell'Armata dello Zaporož'e, da parte di Caterina II di Russia nel 1775,il monastero (così come altri in tutta l'Ucraina) fu per molto tempo in uno stato di rovina.I Cosacchi dello Zaporož'e, rimanenti lasciarono la Zaporižžja poco dopo, e si trasferirono verso il Kuban', nella Russia meridionale. Lì trovarono l'Armata Cosacca di Kuban, che esiste tuttora. Quando i Cosacchi partirono, portarono con loro alcuni manoscritti del monastero, alcuni dei quali sono ora tenuti nell'archivio di Krasnodar Krai.
Nel 1787 Caterina II di Russia andò a Kiev per una visita e desiderava vedere il Monastero di Mežyhir'ja. Non poté mai vederlo, perché il monastero fu incendiato la notte prima del suo arrivo.
Nel 1796 un ingegnere tedesco scoprì che nell'area si trovava dell'argilla adatta alla produzione di porcellana, e due anni più tardi, costruì la fabbrica di porcellana di Mežyhir'ja, la prima in Ucraina.Dal 1852,la fabbrica di porcellana diventò la più vasta organizzazione industriale di Kiev.Nel 1884 fu chiusa a causa della mancanza di profitti.Durante la sua esistenza, la fabbrica ha prodotto teiere, tavoli e sculture.
Nel 1894 il Monastero di Mežyhir'ja fu ricostruito e trasformato in un monastero per donne. Dopo la sua ricostruzione fu trasferito sotto l'autorità del Monastero dell'Intercessione dei Santi a Kiev.